# اذان

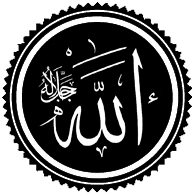
تصویر نام الله

اذان از نظر لغوی به معنی «آگاه کردن»، «آگاهانیدن» و «خبر به گوش رساندن» است. در دین اسلام، ندایی است برای اعلام وقت نماز با الفاظ مخصوص. در عربستان پیش از اسلام به ندا دادن و جمع کردن مردم برای خبرها و کارهای مهم، اذان گفته می‌شده‌است. نمازهای روزانهٔ مسلمانان در ساعات مشخصی ادا می‌شوند که به این زمان‌ها اوقات شرعی می‌گویند. از آنجا که به یاد داشتن زمان دقیق به جا آوردن نماز کار آسانی نیست، در محله‌ها و شهرهای مختلف گفتن اذان با صدای بلند در مسجدها رواج داشته و دارد. اذان را مؤذن در جایی بلند مانند گلدستهٔ مسجد می‌خواند. خواندن اذان واجب نیست اما مستحب است که پیش از شروع هر نماز، ابتدا اذان و سپس اقامه خوانده شود. در صدر اسلام، پیامبر اسلام در چندین مورد برای اعلام خبر (مانند فراخوانی برای جنگ بدر) از اذان استفاده کرده‌است.
مجتبی صدریا از «شباهت اذان با مراسم آمرزش‌خوانی مسیحیان از سوی یک مسیحی» و «نبود پژوهش‌های آکادمیک دربارهٔ موسیقی‌شناسی ملودی‌های اذان» نوشته‌است.

## متن اذان
| تکرار | متن عربیعربی قرآنی                     | متن فارسی                                    | مذهب                            |
| ----- | -------------------------------------- | -------------------------------------------- | ------------------------------- |
| ۴ بار | ٱللَّٰهُ أَکْبَرُ                              | خدا بزرگ‌تر است                               | شیعه و سنی                      |
| ۲ بار | أَشْهَدُ أَنْ لَا إِلٰهَ إِلَّا ٱللَّٰهُ                | گواهی می‌دهم که هیچ خدایی جز خدای یگانه نیست. | شیعه و سنی                      |
| ۲ بار | أَشْهَدُ أَنَّ مُحَمَّدًا رَسُولُ ٱللَّٰهِ                | گواهی می‌دهم که محمّد پیامبر خدا است.          | شیعه و سنی                      |
| ۲ بار | أشهَدُ أَنّ عَلیاً ولیَّالله                   | گواهی می‌دهم که علی ولی خدا است               | فقط شیعه                        |
| ۲ بار | حَیَّ عَلَیٰ ٱلصَّلَاةِحَیَّ عَلَیٰ ٱلصَّلَوٰةِ             | بشتاب به سوی نماز.                           | شیعه و سنی                      |
| ۲ بار | حَیَّ عَلَیٰ ٱلْفَلَاحِحَیَّ عَلَیٰ ٱلْفَلٰحِ              | بشتاب به سوی رستگاری.                        | شیعه و سنی                      |
| ۲ بار | حَیَّ عَلَیٰ خَیْرِ ٱلْعَمَلِ                       | بشتاب به سوی بهترین کار.                     | فقط شیعه                        |
| ۲ بار | ٱلصَّلَاةُ خَیْرٌ مِنَ ٱلنَّوْمِٱلصَّلَوٰةُ خَیْرٌ مِنَ ٱلنَّوْمِ | نماز از خوابیدن بهتر است ∗                   | فقط سنی، در اذان صبح            |
| ۲ بار | ٱللَّٰهُ أَکْبَرُ                              | خدا بزرگ‌تر است                               | شیعه و سنی                      |
| ۲ بار | لَا إِلٰهَ إِلَّا ٱللَّٰهُ                        | هیچ خدایی جز خدای یگانه نیست.∗               | شیعه دو بار اما سنی تنها یک بار |

^  برخی پیروان مذهب مالکی و برخی زیدیان الله اکبر ابتدای اذان را به جای چهار بار فقط دو بار می‌گویند.
^  برخی پیروان مذهب مالکی و برخی زیدیان الله اکبر ابتدای اذان را به جای چهار بار فقط دو بار می‌گویند.
^  عبارت «اشهد انّ علیّا ولی‌الله» یا «اشهد انّ علیّا حجت‌الله» که فقط توسط شیعیان و بعد از أَشْهَدُ أَنَّ مُحَمَّدًا رَسُولُ ٱللَّٰهِ خوانده می‌شود به اذعان غالب فقهای شیعه جزو اذان و اقامه نیست و خواندن آن نیز واجب نیست بلکه مستحب و مستحسن است. گاهی بعضی از شیعیان عبارت دیگری را نیز به آن اضافه می‌کنند مانند «اشهد انّ مولانا امیرالمؤمنین علیّاً و ابناؤه المعصومین حجج الله» «گواهی می‌دهم که سرور ما امیر مؤمنان علی و پسران معصوم او حجّت و برهان‌هایی برای خدا (در زمین) هستند» و چیزهای دیگر.
^  جمله «الصلوة خیرمن النّوم» به معنی «نماز از خواب بهتر است» را فقط اهل سنّت در اذان صبح (فجر) می‌خوانند. بر اساس منابع اهل سنت، جمله «الصلوة خیرمن النّوم» به امر عمر بن خطاب پس از رحلت پیامبر اسلام به اذان اضافه شد.
^  جمله «حی علی خیرالعمل» به معنی "بشتاب به سوی بهترین کارهاً تنها توسط شیعیان گفته می‌شود. جمله «حی علی خیرالعمل» هم پس از رحلت پیامبر اسلام و در دوران خلافت عمر بن خطاب از اذان اهل سنت حذف شد.
^  شیعیان جملهٔ پایانی (لا اله الا الله) را دو بار تکرار می‌کنند.
برخی پیروان مذهب اباضی نیز به همین گونه اند.
دیگر تفاوت اذان برخی پیروان مذهب اباضی آن است که الله اکبر آخر اذان را به جای دوبار چهار بار می‌گویند.
اهل‌سنت، بر این باور هستند که بعضی عبارات اذان، مانند «الصلاة خیر من النوم» را عمربن‌خطاب افزوده‌است. این در حالی است که شیعیان اذان را عبادتی می‌دانند که از جانب خدا تعیین گردیده و تغییر در جملات اذان را بدعت می‌دانند، شیعیان همچنین از لفظ اشهد ان علی ولی‌الله و اشهد ان علی حجت‌الله در اذان استفاده می‌کنند ولی هیچ دلیلی از محمد مبنی بر کاربرد این الفاظ در اذان ثابت نشده‌است همچنین عقیدهٔ شیعه این است که محمّد پیش از هجرت، برای تمام نمازهای واجب خود، اذان می‌گفته‌است. در ایران، اغلب اذان را در آواز بیات ترک در گوشه روح‌الارواح می‌خوانده‌اند. در مراسم تعزیه، اگر اذان گفته شود، به آواز کردی است. اولین اذان سال در یکم هجری و در مدینه بود. در مسند ابوداود به اسناد صحیح از عبدالله‌بن‌زیدبن‌عبدربه انصاری آمده که او برای اولین بار پیشنهاد اذان را به محمد داده و محمد از او پذیرفته‌است.

## اشاعه اجباری اذان شیعی
در ۱۵۰۱ میلادی شاه اسماعیل اول در جریان فتح تبریز جبرا مذهب شیعه را رواج داد. او با تهدید، مردم را مجبور به پذیرش اذان، اقامه و رسوم تشیع کرد.

## دیدگاه اهل سنت
اهل سنت عقیده دارند که نخستین بار اذان در مدینه گفته شد و عمر بن خطاب این پیشنهاد را به محمّد داد در حالی که بعضی دیگر طبل و بوق یا زنگ را برای دعوت مردم به نماز پیشنهاد کرده بودند.

## دیدگاه شیعه
شیعیان اذان را عبادتی می‌دانند که از جانب خدا تعیین گردیده‌است و تغییر در جملات اذان را مترادف بدعت می‌دانند. هم چنین باور شیعیان این است که نخستین اذان بلال حبشی در مدینه بوده‌است اما علی نخستین اذان را در خانه کعبه سر داده‌است و همچنین محمد
پیش از هجرت به مدینه برای تمام نمازها خود، اذان می‌گفته‌است.

## نحوه خواندن اذان
اذان پس از داخل شدن وقت نماز گفته می‌شود. مؤذن در هنگام اذان معمولاً در جای بلندی قرار گرفته و می‌ایستد. در بین مسلمانان معمول است که مؤذن در هنگام ادای جملات اذان، دست‌ها را به گوش می‌گذارد و با صدای بلند جملات اذان را قرائت می‌کند. هم چنین معمول است که مؤذن بین جملات اذان تا حد عرفی فاصله بدهد و اصوات را کشیده ادا کند. هم چنین اعتقاد بر این است که اگر موذّن در هنگام اذان صدا را در گلو بگرداند تبدیل به غنا می‌شود و حرام است.
دعا پس از اتمام جمله‌های اذان در بین مسلمانان رایج است. شیعیان معمولاً بعد از اذان عبارت «وصلّی الله علی سیّدنا محمّدٍ و آله و سلَّم» «و الله بر سرور ما محمّد و بر خاندان او درود و سلام فرستاد» را می‌افزایند. در بین اهل سنت این دعا معمول تر است: «اللهم رب هذه الدعوة التامة و الصلاة القائمة آت محمداً الوسیلة و الفضیلةو ابعثه مقاماً محموداً الذی وعدته» به معنی «خداوندا، پروردگار (صاحب) این دعوت کامل و نمازی که برپا می‌شود، به محمّد وسیله (درجه ای در بهشت) و فضیلت ببخش و او را به جایگاه ستوده‌ای که به وی وعده دادی برسان».

## اذان در فرهنگ ایرانی
در ایران بیشتر اذان را در آواز بیات ترک در گوشه روح‌الارواح می‌خوانده‌اند. به ویژه اذان مؤذن‌زاده اردبیلی که این استعداد در خانواده او موروثی است. اذان را در شور و شهناز و حجاز ابوعطا هم می‌خوانند. بسیاری از خوانندگان آواز در موسیقی ایران مرتبه مؤذنی نیز داشته‌اند. در مراسم تعزیه اگر اذان گفته شود، حتماً به آواز کردی است.
اذان گویی با لحن موسیقی ایرانی توسط برخی خوانندگان آواز ایرانی در گذشته انجام شده‌است که از این دست می‌توان به اذان ابوالحسن دماوندی یکی از خوانندگان اواخر قاجاریه و اوایل پهلوی اشاره کرد. اذان او که در فواصل بیات ترک است در واقع نخستین نمونه ضبط شده اذان روی صفحات گرامافون است که در سال۱۳۰۸ ضبط شده‌است. او که علاوه بر خواننده بودن، مؤذن مظفرالدین شاه بوده‌است
اذان گویی در بین استادان موسیقی آوازی از سال‌های بسیار دور رواج داشتهاست از آن جمله می‌توان به سیدحسین عندلیب اصفهانی مؤذن مسجد سپهسالار (مطهری)، حاج مؤذن تفرشی پدر حسین قلی خان نکیسا که در عهد محمدعلی شاه، مؤذن مشهوری بود، ابوالحسن دماوندی مؤذن مظفرالدین شاه، سیدعبدالرحیم اصفهانی استاد دماوندی، قربان خان قزوینی معروف به شاهی و تاج اصفهانی اشاره کرد.
پس از دماوندی حدود ۱۵ سال بعد، تاج اصفهانی خواننده مکتب اصفهان، اذانی را در بیات ترک خواند.
عطا» الله امیدوار معمار، شهرساز، نقاش و موسیقیدان نیز همانند دیگر آوازخوانان موسیقی ایرانی به اذان گویی در دستگاه‌های مختلف موسیقی پرداخته‌است البته او بر خلاف دیگران که تنها در بیات ترک اذان گفته‌اند تجربه‌هایی را در دستگاه‌های نوا، همایون و چهارگاه انجام داده به‌طوری‌که با استناد به شیوه‌های آوازی در این دستگاه‌ها اذان گفته‌است.
البته به گفته بسیاری از اهالی فن موفق‌ترین تجربه امیدوار در اذان گویی در دستگاه چهارگاه است. این اذان به‌طور مشخص در گوشه منصوری شکل می‌گیرد.
در کنار تمامی موذنینی که یا خواننده بودند یا از ابتدا مؤذن، رحیم مؤذن زاده اردبیلی در ۳۰ سالگی یعنی در سال ۱۳۳۴ اذان معروفش را گفت. این اذان در حال حاضر جاودانه‌ترین اذان در ایران است که در گوشه «روح الارواح» و در بیات ترک خواند. ماندگاری این اذان بواسطه فضای دستگاه بیات ترک با صدای مؤذن زاده‌است که باعث شده اذان او به عنوان اولین رویداد از چهار رویداد منحصربه‌فرد در موسیقی آئینی -مذهبی ایران ثبت شود.
محمدرضا شجریان استاد آواز ایرانی که خود در خواندن قرآن و مناجات صاحب شناخت و مهارت غیرقابل انکاری است اذان مؤذن زاده اردبیلی را در تاریخ ماندگار می‌داند. به گفته شجریان او دستگاه عظیم بیات ترک را در ۵ دقیقه خلاصه کرده‌است. شیخ عبدالکریم، پدر رحیم مؤذن زاده اردبیلی تا دهه ۲۰ در اردبیل اذان می‌گفته و بعد از او رحیم فرزند او راه پدر را ادامه داده‌است البته دو برادر او سلیم و داوود نیز اذان می‌گویند.
سلیم مؤذن زاده اردبیلی که تا پایان عمرش در سال ۱۳۹۵ شمسی در حوزه نوحه خوانی و مداحی فعال بود اذانش را در دستگاه ماهور خوانده‌است.
حسین صبحدل از جمله موذنینی است که به تمام زوایای موسیقی ایرانی تسلط کافی دارد و همین مسئله باعث خلق اذان او در مایه بیات ترک شد. اذان او همانند مؤذن زاده در یک دستگاه است اما دو نوع متفاوت را با شیوه مختلف آوازی بیان می‌کند.
قدمت اذان صبحدل به سه دهه می‌رسد که در واقع جز» آخرین اذان‌های شکوهمند است. البته او اذانی هم در ماهور دارد.
به گفته بسیاری از صاحب نظران اذان رحیم مؤذن زاده اردبیلی و صبحدل هم پهلو و هم ردیف هستند و نمی‌توان یکی را بر دیگری برتر دانست.
در اذان مؤذن روح‌الله کاظم‌زاده معروف به انتظار آواز سنتی ایرانی استفاده نشده‌است.